# Mona Vanderwaal
Mona Vanderwaal es un personaje ficticio en la serie de libros Pretty Little Liars escrita por Sara Shepard, y su adaptación televisiva en ABC Family. Es interpretada por Janel Parrish. 
Mona Vanderwaal es introducida en Pretty Little Liars como una estudiante de secundaria en Rosewood. Al principio, Mona es presentada como una chica inteligente y algo excéntrica que ha sido objeto de burlas por sus compañeros de clase. A lo largo de la serie, el personaje de Mona se desarrolla considerablemente, revelando facetas más complejas y oscuras de su personalidad.

## Serie de libros
Mona Vanderwaal apareció en los cuatro primeros libros de Pretty Little Liars. Tiene pelo rubio platino, ojos azules claros y pecas. Solía ser una tímida chica impopular que era molestada por Alison y sus amigas, anhelando pertenecer a su grupo. Después de la desaparición de Alison, Hanna y ella se convirtieron en amigas y se reinventaron a sí mismas como las 'it' girls de Rosewood Day.

### Pequeñas mentirosas
En las primeras temporadas de la serie, Mona es presentada como una víctima de acoso escolar, especialmente por parte de Alison DiLaurentis. Sin embargo, a medida que avanza la trama, se revela que Mona tiene una relación más complicada con los otros personajes y se convierte en una figura central en el misterio que rodea la identidad de "A", el antagonista principal que hostiga a las protagonistas.
En la primera temporada, Mona aparece como amiga de Hanna Marin, una de las protagonistas. Mona se convierte en un personaje clave cuando se revela que ella es, en realidad, la primera "A" en el esquema de acoso, trabajando desde las sombras para manipular a las chicas. Su revelación como "A" ocurre al final de la segunda temporada, lo que desencadena una serie de eventos que profundizan el misterio y el drama en la serie.
En temporadas posteriores, Mona lucha con las consecuencias de sus acciones y su relación con los otros personajes. Su compleja psicología y las razones detrás de su comportamiento se exploran más a fondo, mostrando una evolución significativa en su carácter. Mona también se convierte en una aliada inesperada para las protagonistas, demostrando que su lealtad y motivaciones son más complicadas de lo que inicialmente parecían.

### SecretosyVenganza
Como se acerca el cumpleaños de Mona, ella elige a Naomi, Riley, Hanna y otras chicas para ser sus 'próximas-en-la-fila' para que ella pueda ir a comprar vestidos con ella. Escoge un precioso vestido de color champán, pero se pelea con Hanna y no la permite asistir a su fiesta de cumpleaños. La pelea comienza porque Hanna tenía que escribir "¡Prepárate para la fiesta con Mona!" en el cielo, pero escribió "¡Prepárate para tirarte un pedo con Mona!" Mona se enfada y se marcha. Sólo hay una letra más en el cielo: "A". Más tarde, Hanna recibe un paquete con el vestido de color champán, y piensa que Mona se lo envió. 
Felizmente, se lo pone y acude a la fiesta de Mona, aunque el vestido le queda un poco pequeño. Cuando llega a la fiesta, Naomi y Riley (quienes llevan vestidos esmeraldas) le miran raro, y cuando Mona sale llevando el vestido de color champán, Hanna se da cuenta de que fue A quien le mandó el vestido. Llorando, se cae y se le rompe el vestido, haciendo que los asistentes se rían, incluida Mona. Hanna le dice a Mona que ella sabe que se hizo una liposucción porque "A" le mandó un mensaje con el contenido, pero Mona dice que no debería creer todo lo que oye y le llama mentirosa. Más tarde, Hanna recibe un mensaje de "A", pero ve que no es el usual número bloqueado. Aunque ella tiene un teléfono nuevo y no lo anotó en la agenda todavía, reconoce el número y corre para ir a contarles a las chicas, pero es atropellada por un coche antes de que pueda contar nada.

### Rumores
Después del accidente de Hanna, Mona está ahí en el hospital con ella todos los días, llorando. Cuando Hanna se despierta Mona se disculpa, volviendo a ser amigas otra vez. Hanna no puede recordar nada de lo que sucedió en la fiesta de Mona, incluyendo la parte de 'quién es A'. Más tarde, Mona se pelea con Lucas debido a un secreto que ella no le explicará a Hanna. Recibe un mensaje de texto y le dice a Spencer mientras organizaban la fiesta de Bienvenida de Hanna, que es de una persona llamada A - por supuesto logrando acercarse más al grupo de las ex-amigas de Alison. Mientras Spencer y Mona están de camino a la comisaría de policía, Hanna recuerda que "A" es Mona. Las chicas le mandan un mensaje a Spencer quien trata de ocultarlo, pero Mona lo ve y explica todo (cómo encontró el viejo diario de Ali y descubrió todos sus secretos, y lee como 'Ali' le dio un ultimátum a Ian) tanto a ella como a Melissa, haciendo que Mona le cuente a Spencer que Ian mató a Ali. Mona intenta forzar a Spencer a que se una a ella, pero se pelean y Spencer empuja a Mona de la cantera Floating Man, causando que Mona se rompa su cuello y muera al instante. Después de eso, Hanna se conmociona, pero al menos sabe quién es "A" y quién es el asesino de Alison. Mona sale en todas las noticias, y toda la ciudad de Rosewood conoce quién es A, y quién es el Acosador de Rosewood (que también es Mona). Hanna encuentra el "teléfono A" de Mona y elimina todos los mensajes de Mona/A antes de entregárselo al policía Wilden, protegiendo a Mona porque aún eran mejores amigas. 
Mona se convirtió en "A" cuando descubrió el diario de Ali cuando los St. Germain se mudaron a la antigua casa de los DiLaurentis y tiraron las viejas posesiones de Ali. No está claro si ella sabía acerca de las gemelas o no cuando era "A".

## Serie de televisión

### Elenco
The Hollywood Reporter informó que Torrey DeVitto y Sasha Pieterse consiguieron papeles recurrentes en el episodio piloto de la serie de televisión Pretty Little Liars. La web The Alloy Entertainment más tarde confirmó que Pieterse interpretaría a Alison DiLaurentis y que DeVitto sería Melissa Hastings, también mencionando a Janel Parrish como Mona Vanderwaal.
En marzo de 2012, Janel Parrish fue ascendida de recurrente a personaje regular en la tercera temporada de la serie.

### Caracterización
Mona fue presentada como la antigua chica impopular de Rosewood que anhelaba ser aceptada por el grupo de Alison DiLaurentis y de la que Alison constantemente se burlaba. En el fondo, Mona nunca olvidó cómo Alison la había tratado anteriormente: como una intrusta y una idiota. Después de la desaparición de Alison, Mona se hizo amiga de Hanna Marin y se sometieron a un "cambio radical" juntas; como resultado, ellas dos se convirtieron en estudiantes populares, ella irónicamente, empieza a actuar como Alison adoptando su personalidad así como haciendo bullying a la gente que Alison hacía bullying. 
Mona es una persona muy tímida. Debido al bullying y al rechazo al que se ve sometida cuando Alison está cerca, Mona desarrolla un complejo en el cual ella no es feliz con su vida. Aunque no muestra este lado en público, esto es por lo que Mona sentía tal necesidad de ser popular, preciosa, y mejor amiga de Hanna. Esto es también por lo que comenzó a torturar a las chicas como "A", porque ella temía que las Mentirosas le robasen a Hanna, quien era su única amiga. Ella y Hanna se convirtieron en mejores amigas cuando se deshizo el grupo de Alison. Mona se da cuenta de que Hanna no va a dejar pasar la oportunidad de convertirse en popular. Su amistad se fortalece hasta que el infame "A" empieza a torturar a las chicas, forzando que Hanna se vuelva íntima con sus antiguas amigas. Las otras mentirosas, al contrario que Hanna, no se preocupan por Mona, y esto es fuente de conflictos en muchos episodios, pero termina siendo más severo que una simple molestia cuando se revela que esta es la principal razón por la que se convirtió en "A": ella estaba enfadada con las Mentirosas por 'llevarse' a Hanna después de que se descubriese el cuerpo de Alison. 
Mona puede también hablar francés, hackea ordenadores y hace imitaciones de voz. Mona se revela como "A" al final de la segunda temporada. Tiene un alto grado de coeficiente intelectual, pero también padece un trastorno límite de la personalidad, según su doctor.

### Rivalidades y amistades
Mona es conocida por su rivalidad con Alison DiLaurentis, Aria Montgomery, Emily Fields, Hanna Marin, Spencer Hastings y Caleb Rivers. 
Mona es más conocida por su enemistad con Alison, ella originalmente anhelaba ser aceptada en el grupo de Alison DiLaurentis y Alison constantemente se burlaba de ella. Se descubre que Mona está detrás de la desaparición de Alison en "A is for Answers" cuando ella engañó a Alison para que le diese a Mona el secreto para convertirse en popular deshaciéndose de Alison haciéndola desaparecer. Su rivalidad amarga continúa, cuando Mona organiza una armada formada por Lucas, Melissa Hastings, Jenna Marshall, Sydney Driscoll, las gemelas Cindy y Mindy, y varios otros que fueron acosados por Alison. Cuando Alison regresa al instituto, Mona escenifica una conversación para demostrar que Alison no ha cambiado, la cual tiene éxito cuando Alison la trata como 'Mona la Perdedora' otra vez.
En medio de sus rivalidades con las chicas y Caleb, ella es íntima de uno de los personajes principales de la serie Hanna Marin. Después de la desaparición de Alison, Mona se hace amiga de Hanna Marin y se someten a un "cambio radical" juntas; se convierten en estudiantes populares. Cuando "A" aparece, Mona se vuelve celosa de Hanna por reconectar con sus amigas las Mentirosas. Al principio de la segunda temporada, Hanna descubre que Mona destrozó la carta que Caleb le escribió y por ello le deja de hablar. Más tarde se reconcilian y deciden no discutir sobre sus vidas románticas con la otra. Se pasa el resto de la temporada intentando mantener su amistad con Hanna. Mona ha declarado que Hanna es su única amiga. A través de la temporada tercera, Mona estuvo en el Sanatorio Radley donde recibe visitas de Hanna, quien intenta aceptar las acciones de Mona. Ella permanece en un estado caótico durante los primeros episodios, pero poco a poco se vuelve más receptiva y activa, que fue atribuido a las visitas de Hanna y con el tiempo intenta ayudar a Hanna dándole un código de palabras. Intenta probar a Hanna su lealtad cuando decide mentir a la policía, diciendo que ella mató al Detective Wilden después que Hanna le pidió su ayuda para engañar a la policía. 
Mona se convierte de alguna manera en amiga de Emily Fields cuando se enfrenta a ella por escuchar una conversación con el director, así como disculparse por ser una espectadora durante los ataques verbales de Alison. Mona le cuenta acerca de los sobornos que Tamborelli acepta para permitirla volver al equipo de deportes del colegio Rosewood. Más tarde ella ayuda a Emily a volver al equipo de natación encontrando pruebas de los sobornos aceptados.

### Relaciones
Mona estaba románticamente conectada con Noel Khan. Sin embargo, cuando Hanna intenta preguntarle cosas acerca de Noel, ella no le presta atención debido a que Noel la dejó, dejándola con el corazón roto, necesitada de cariño, que es por lo que ella al principio rechaza a Hanna. 
Más recientemente, Mona ha estado románticamente conectada con el hermano de Aria Mike Montgomery. Su relación ha sido elogiada por Jessica Goldstein de Vulture. Mona rompe con Mike en "Cover For Me" después de los sucesos de "Free Fall" después de estar involucrada en el plan b de Ezra cuando él requiere que abandone a Mike por "protección", porque Ezra está sin opciones y usa el pasado de Mona en contra de ella. Mona y Mike reanudan su relación en el episodio de la quinta temporada "No One Here Can Love or Understand Me", cuando son vistos en la casa de él cuando Aria regresa a casa. Son vistos más tarde en una cita en el cine con Aria y el padre de Mike.

## Argumentos televisivos
Mona fue una vez una chica impopular en Rosewood que anhelaba ser aceptaba en el grupo de Alison y de la que Alison continuamente se burlaba. Después de la desaparición de Alison, Mona se hace amiga de Hanna y juntas se someten a un "cambio extremo" y se convierten en las dos estudiantes más populares. Con su recién estrenada popularidad, Mona se convierte en la nueva "Alison" del instituto, constantemente haciendo bullying a Lucas Gottesman igual que hacía Ali e incluso diciéndole a Hanna que cortará los lazos con ella antes de que la arrastre hasta el fondo. En el final de mitad de temporada, Mona invita a las Mentirosas a su fiesta de cumpleaños, pero desinvita a Hanna después de que "A" le envíe un mensaje falso. Hanna y Mona se convierten en enemigas después de esto hasta que Mona empieza a sentir remordimientos después de que Hanna es atropellada por "A" en la fiesta. Reavivan su amistad pero gradualmente se desmorona cuando Mona rompe la relación de Hanna con Caleb.

### Temporada 2
En la segunda temporada, se involucra románticamente con Noel Kahn, a pesar de la desaprobación de Hanna, pero más tarde él la deja por Jenna Marshall. Ella y Hanna con el tiempo vuelven a ser mejores amigas y Mona intenta aceptar a Caleb. Cuando "A" empieza a mandar mensajes amenazantes a Mona, ella se vuelve íntima de las Mentirosas y se vuelve parte de su grupo. En "UnmAsked", Mona aún está ayudando a las Mentirosas, quienes no la han aceptado completamente aún, y se ofrece como voluntaria para llevar a Spencer al Resort Lost Woods donde descubren la guarida de "A". Aquí se revela que "A" es en verdad Mona, quien declara que se convirtió en "A" porque las Mentirosas le robaron a Hanna. Ella y Spencer se pelean cerca de un acantilado y Mona accidentalmente cae. Sin embargo, sobrevive, y es ingresada en el Sanatorio Radley, después de que se le diagnostique trastorno límite de la personalidad. Aquí, se le acerca alguien, que quiere asociarse y formar un equipo "A".

### Temporada 3
En la tercera temporada, Mona se une al Equipo "A" y empieza a reclutar gente, incluyendo a Toby Cavanaugh, mientras que aún continúa fingiendo una enfermedad mental en Radley. Mona es visitada secretamente por Hanna a quien le da respuestas en clave sobre la muerte de Maya. A espaldas de Gran "A", ella secretamente le da la web secreta de Maya a Hanna en un código, guiando a las mentirosas a descubrir que Nate mató a Maya. Ella con el tiempo sale de Radley y regresa al instituto Rosewood. También recluta a Spencer Hastings para que se una al equipo. En el final, Mona revela que no conoce la identidad de su compañero, quien cree que es una mujer en un abrigo rojo, y es expulsada del equipo, convirtiéndose en la víctima de un monstruo que ella ha creado.

### Temporada 4
En la cuarta temporada, Mona aún está alidada con las Mentirosas cuando ella comienza a ayudar a Ezra Fitz con su libro porque él le chantajea por sus actividades ilegales como "A". Ella también comienza a salir con Mike Montgomey, para acercarse a Aria, pero en verdad se enamora de él. En el final, Alison revela que Mona le ayudó la noche que le golpearon en la cabeza y la convenció de que se escondiera, dándole a Mona lo que ella siempre quiso: que Alison se fuese.

### Temporada 5
En la quinta temporada, una vez que se descubre el regreso de Alison, Mona comienza una armada de enemigos de Alison para preparar el regreso de Ali. El equipo consiste en Lucas, Melissa, Jenna, Sydney, y varias otras personas a las que Alison trató mal. En el final de la mitad de temporada, ella es asesinada por "A" después de conseguir información que demuestra que Alison es "A". En la segunda mitad de la temporada, se revela que Mona nunca pensó que Alison era "A", sino que era un argumento de "A" para encarcelar a Alison. Mona fingió su propia muerte como parte del plan, para que pudiese descubrir la identidad de "A", pero Mike cree que "A" iba detrás de ella y realmente la mató. En el final, se revela que Mona está en verdad viva. Ella tiene ahora pelo rubio y está encerrada en la casa de muñecas de Gran A, siendo forzada a pretender ser Alison.

## Acogida
Jessica Goldstein de Vulture destacó las elecciones de Mona así como alabó su relación con Mike, diciendo "Me gusta su pequeño look al estilo Desayuno con diamantes, su delineador de ojos alado, e incluso su exagerado peinado, porque tal devoción por la laca me parece Mona-esque. Además, aprueba a cualquiera que rima-con-guantes Magic Mike Montgomery."